# Scaletta Zanclea

Ubicació de Scaletta Zanclea dins la província

Scaletta Zanclea (sicilià Scaletta) és un municipi italià, dins de la ciutat metropolitana de Messina. L'any 2007 tenia 2.578 habitants. Limita amb els municipis de Messina i Itala.

## Administració
| Període | Identitat       | Partit        |
| ------- | --------------- | ------------- |
| 2008-   | Mario Briguglio | Llista cívica |